# Diebstahl in Irland
Diebstahl in Irland ist eine US-amerikanische Musicalkomödie aus dem Jahr 1949 von David Miller mit Bing Crosby und Ann Blyth in den Hauptrollen. Der Film wurde von Crosbys Filmgesellschaft produziert und von Paramount Pictures in den Verleih gebracht.

## Handlung
In einer kleinen irischen Stadt in der Nähe von Cork informiert Sergeant Briany McNaughton von der Bürgerwache seinen Assistenten Hughie Devine, dass der berühmte Blarney Stone aus dem Schloss gestohlen wurde. Dies ist ein großer Tag für das Dorf, da es seit über dreißig Jahren kein vergleichbares Verbrechen mehr gegeben hat. Als Briany und Hughie Nachforschungen anstellen, erfahren sie, dass der Dorfbewohner Cormac Gillespie in der Nacht zuvor in der Nähe des Schlosses gesehen wurde. Inspector Fallon von der irischen Polizei entzieht Briany den Fall, weil er ihn nicht für einen Profi hält. Briany ist dennoch entschlossen, das Verbrechen aufzuklären.
In der Zwischenzeit wird in New York der Versicherungsdetektiv Joe Mulqueen beauftragt, verdeckt nach dem Edelstein zu suchen, da seine Eltern Iren waren und seine Firma den Stein für 500.000 Dollar versichert hat. Joe verbringt seinen ersten Tag in Irland in der Nähe von Blarney Castle, wo er sich als Maler ausgibt. Er freundet sich mit einigen Jungen an, die ihn Brianys schöner Tochter Conn vorstellen, die im Bach des Schlosses Wäsche wäscht. Conn ist verblüfft über Joes Anwesenheit, da er eine bekannte Prophezeiung über den Diebstahl des Steins zu erfüllen scheint. Der misstrauische Hughie nimmt Joe jedoch fest und bringt ihn zum Verhör zu Briany. Obwohl sie Joe einsperren, als er sich weigert, ihnen Informationen über seinen Aufenthaltsort zu geben, lassen sie ihn frei, nachdem er sie mit einer irischen Ballade für sich gewinnt. Obwohl Briany Joe als Hauptverdächtigen betrachtet, lädt er ihn zu einer Party in sein Haus ein. An diesem Abend auf der Party berät sich Conn mit der weisen Frau Biddy O’Devlin, die die Legende des Steins bewahrt, und bestätigt, dass Joe bisher die Bedingungen der Vorhersage erfüllt hat, bis hin zu dem Mantel, den er an diesem Abend trägt, und der Tatsache, dass Conn sich in ihn verliebt. Als Joe von der Party zurückkommt, findet er Briany und Hughie bei der Durchsuchung seines Zimmers vor. Sie erfahren, dass Joe ein Ermittler ist, und hören seine Aufnahme auf einem Diktiergerät, auf der er sagt, dass Briany nicht effektiv ist. Briany erwägt, Joe aus der Stadt zu werfen, ändert aber seine Meinung, als er von der 5.000-Dollar-Belohnung der Versicherungsgesellschaft hört. Obwohl alle vermuten, dass Cormac der Dieb ist, erzählt Fallon Joe, dass die einzigen Fingerabdrücke, die an der Burgmauer gefunden wurden, von Hughie stammen. Joe wird dem Stellvertreter gegenüber misstrauischer, als Hughie wenig Reue zeigt, nachdem sein Cousin, sein einziger Verwandter, bei einem Unfall ums Leben gekommen ist. Joe beginnt, die Unfälle und die jüngsten ungewöhnlichen Ereignisse, die dem Diebstahl zugeschrieben wurden, miteinander zu verknüpfen, und entwickelt mit Fallon einen geheimen Plan. Eines Abends genießen Joe und Conn ihren ersten Kuss. Die Romantik wird zerstört, als Briany mit der Nachricht nach Hause kommt, dass Fallon ihn gefeuert hat, weil Joe angedeutet hat, dass er ihre Ermittlungen behindern könnte. Conn wirft Joe raus, weil er sie über seine Arbeit betrogen hat und weil sie gehofft hat, ihr Vater würde den Stein finden, um seinen Stolz wiederherzustellen. Biddy warnt sie, dass die Vorhersagen darauf hindeuten, dass der Fremde der Legende im Wald von Killeen getötet wird, wenn seine Geliebte ihn verlässt.
Am nächsten Tag untersucht Joe den Ort, an dem Hughies Cousin starb, und erkennt anhand von Spuren im Boden, dass jemand den Wagen umgekippt hat, als er stand. Joe besteht darauf, dass Briany wieder eingestellt wird und verabredet sich mit Fallon und Briany für die Nacht in Biddys Hütte in den Wäldern von Killeen. Biddy erzählt der Polizei, dass der Stein gestohlen wurde, um den Mord an Hughies Cousin zu vertuschen. Alle verlassen Biddy, um Cormac zu jagen, als er plötzlich auftaucht, aber Hughie ist durch einen Kommentar Biddys über seine Seele verstört und schlägt den Wachmann Pearse O’Neill nieder, um sie zu töten. Hughie ist kurz davor, Biddy zu erwürgen, als Joe und Briany ihn aufhalten und er offenbart, dass er seinen Cousin des Geldes wegen ermordet hat. Hughie wird verhaftet und schwört, bevor er abgeführt wird, niemals zu verraten, wo er den Stein versteckt hat. Biddy erkennt, dass Joe zwar nicht gestorben ist, die letzte Vorhersage jedoch wahr geworden ist, da sie besagt, dass der Sänger, Pearse, durch Gewalt niedergestreckt wird und das Lied nicht von einem Mann beendet werden wird. Pearse kommt wieder zu sich, alle verlassen Biddys Hütte und nehmen einen Weg vorbei an einer 700 Jahre alten Kapelle. Als Briany sich auf einen großen Stein setzt, der sich bewegt, wundert sich Conn, dass sich ein Stein, der vor so langer Zeit gesetzt wurde, plötzlich lösen würde. Joe erkennt, dass Briany den Blarney Stone entdeckt hat, und Briany wird nun als Held gefeiert.

## Hintergrund
Gedreht wurde der Film von Anfang November bis zum 22. Dezember 1948 auf Blarney Castle sowie in den Paramount-Studios in Hollywood.
Henry Bumstead und Hans Dreier oblag die künstlerische Leitung. Sam Comer und Emile Kuri waren für das Szenenbild zuständig, Wally Westmore für das Maskenbild. Farciot Edouart und Gordon Jennings schufen die visuellen Effekte. Der irische Schauspieler Arthur Shields war als Berater tätig.

## Musik
Im Film wurden die Songs You’re in Love With Someone und Top o’ the Morning von Jimmy Van Heusen und Johnny Burke gespielt. Hinzu kamen die irischen Volkslieder Believe Me If All Those Endearing Young Charms, As Beautiful Kitty, The Donovans, Oh! ’Tis Sweet to Think, In a Shady Nook One Moonlight Night und My Lagan Love.

## Veröffentlichung
Die Premiere des Films fand am 31. August 1949 in New York statt. In Österreich kam er am 28. Juli 1950 in die Kinos.

## Kritiken
Bosley Crowther von der The New York Times befand, die Autoren haben eine Geschichte entworfen, in der alle Elemente für eine irische Geschichte an ihrem Platz seien. Eine feine Besetzung von unbeschwerten Menschen habe sie erzählt und fröhlich gespielt.